# Upplands runinskrifter 1087
Upplands runinskrifter 1087 är en försvunnen vikingatida runsten som funnits i Lövsta, Bälinge socken och Uppsala kommun. Stenen är en så kallad Greklandssten.

## Inskriften
Stenen är inte signerad men den vackra ristningen, formerna och även den ovanliga stavningen av Grekland, som även förekommer på U 922, kan tyda på att det är Öpir som ristat stenen.
Translitterering av runraden:
fastui · lit · risa stain · iftiʀ · karþar · auk · utirik suni · sino · onar uarþ tauþr i girkium ·
Normalisering till runsvenska:
Fastvi let ræisa stæin æftiʀ Gærðar ok Otrygg, syni sina. Annarr varð dauðr i Grikkium.
Översättning till nusvenska:
Fastve lät resa stenen efter Gärdar och Otrygg, sina söner. Den senare blev död i Grekland.